# Podegrodzie (Kaszów)
Podegrodzie – część wsi Kaszów w Polsce, położona w województwie małopolskim, w powiecie krakowskim, w gminie Liszki.
W latach 1975–1998 Podegrodzie administracyjnie należało do województwa krakowskiego.